# Psychopathic Records
Psychopathic Records ist ein US-amerikanisches Plattenlabel, das sich auf Künstler aus dem Hip-Hop-Genre des Horrorcore spezialisiert hat.
Gegründet wurde es von den ehemaligen Mitgliedern der Inner City Posse Joe Bruce und Joey Utsler zusammen mit ihrem Manager Alex Abbiss, die nun als Insane Clown Posse eine der bekanntesten Horrorcore-Bands sind. Das Logo der Firma ist bekannt als Hatchetman. Ursprünglich sollte das Logo ein einfacher Paperboy sein, das war Shaggy 2 Dope jedoch zu langweilig und er änderte die Haare des Paperboys und ersetzte die Zeitung durch ein Fleischerbeil. Es ist heute auch das Erkennungszeichen der Juggalos.

## Mitglieder
- Insane Clown Posse
- Blaze Ya Dead Homie
- Jumpsteady
- Dark Lotus
- Psychopathic Rydas
- Boondox
- Anybody Killa

## Ehemalige Mitglieder
- Axe Murder Boyz
- Project Born
- Myzery
- Esham
- Twiztid
- Zug Izland
- Marz